# William Gardner Smith
William Gardner Smith (20 de março de 1866 - 8 de dezembro de 1928) foi um botânico e ecologista escocês que foi pioneiro no estudo e mapeamento da vegetação do Reino Unido. Ele foi um membro fundador da Sociedade Ecológica Britânica.

## Vida e educação
Smith nasceu em Dundee, Escócia, e estudou na University College of Dundee, onde obteve um BSc em botânica e zoologia, e na Universidade de Munique, onde obteve um doutorado. Em Munique, Smith estudou patologia vegetal e traduziu Pflanzenkrankheiten de Carl von Tubeuf.

## Carreira professional
Depois de se formar na universidade, Smith lecionou na Morgan Academy em Dundee até 1891, quando assumiu uma posição de manifestante na Universidade de Edimburgo trabalhando com Isaac Bayley Balfour. De 1892 a 1893 atuou como professor de agricultura para o Condado de Forfar. Em 1893 começou a trabalhar em doutorado em Munique e em 1894 retornou à Universidade de Edimburgo, onde lecionou em fisiologia vegetal. Em 1897 ele assumiu um cargo no Yorkshire College (que se tornou a Universidade de Leeds em 1904) e depois mudou-se para o Edimburgo e Leste da Escócia College of Agriculture em 1908, onde passou o resto de sua carreira.

## Grandes contribuições
As principais contribuições de Smith vieram como consequência da morte de seu irmão, Robert. Como seu irmão, Robert Smith estudou em Dundee, mas depois foi para a Universidade de Montpellier, onde havia estudado sob Charles Flahault, um pioneiro da fitogeografia e fitociologia. Robert Smith adaptou o método de amostragem de Flahault para melhor se adequar à vegetação escocesa e passou a ser pioneiro no mapeamento de vegetação nas Ilhas Britânicas. Quando morreu repentinamente em 1900, William Smith completou o manuscrito inacabado de seu irmão e fez suas próprias pesquisas sobre a vegetação de Yorkshire. Em 1903, juntamente com Charles Edward Moss e W. Munn Rankin, ele publicou os primeiros mapas de vegetação da Inglaterra. Em 1904, juntos Arthur Tansley, Moss, Rankin e outros, Smith estabeleceu o Comitê Central para a Pesquisa e Estudo da Vegetação Britânica, mais tarde renomeado para British Vegetation Committee. O grupo começou a coordenar inquéritos de vegetação em andamento e padronizar a metodologia entre eles. Em 1906, a comissão produziu um panfleto intitulado Sugestões para o Início do Trabalho de Pesquisa sobre Vegetação. Smith serviu como presidente da sociedade em 1918 e 1919.
Depois de retornar à Escócia em 1908, Smith trabalhou em problemas agrícolas, aplicando uma abordagem ecológica para o manejo de pastagens de colinas.